# Knowth
Knowth (/n aʊ θ/; in irlandese Cnóbha) è una tomba a corridoio neolitica e un antico monumento del sito del patrimonio mondiale di Brú na Bóinne situata a 8,4 km a ovest di Drogheda nella valle irlandese del fiume Boyne. È la tomba a corridoio più grande del complesso di Brú na Bóinne. Consiste in un grande tumulo (noto come Sito 1) e in 17 tombe satelliti più piccole. Il tumulo è alto circa 12 metri, ha un diametro di 67 metri, e copre circa un ettaro. Contiene due passaggi disposti lungo una linea est-ovest ed è circondato da 127 cordoli, di cui tre mancanti e quattro gravemente danneggiati.
Il grande tumulo è stato stimato datare a circa il 3200 a.C. I passaggi sono indipendenti l'uno dall'altro, portando a camere sepolcrali separate. Il passaggio orientale arriva a una camera cruciforme, non dissimile da quella trovata a Newgrange, che contiene tre recessi e pietre bacino in cui vennero posti i resti della cremazione dei morti. La rientranza di destra è più grande e più elaboratamente decorata con arte megalitica rispetto alle altre, che è tipica delle tombe a corridoio irlandesi di questo tipo. Il passaggio occidentale termina in una camera indifferenziata, separata dal passaggio da un davanzale in pietra. Sembra che la camera contenesse anche una pietra bacino che è stata successivamente rimossa e si trova ora a circa due terzi del passaggio.

## Arte megalitica

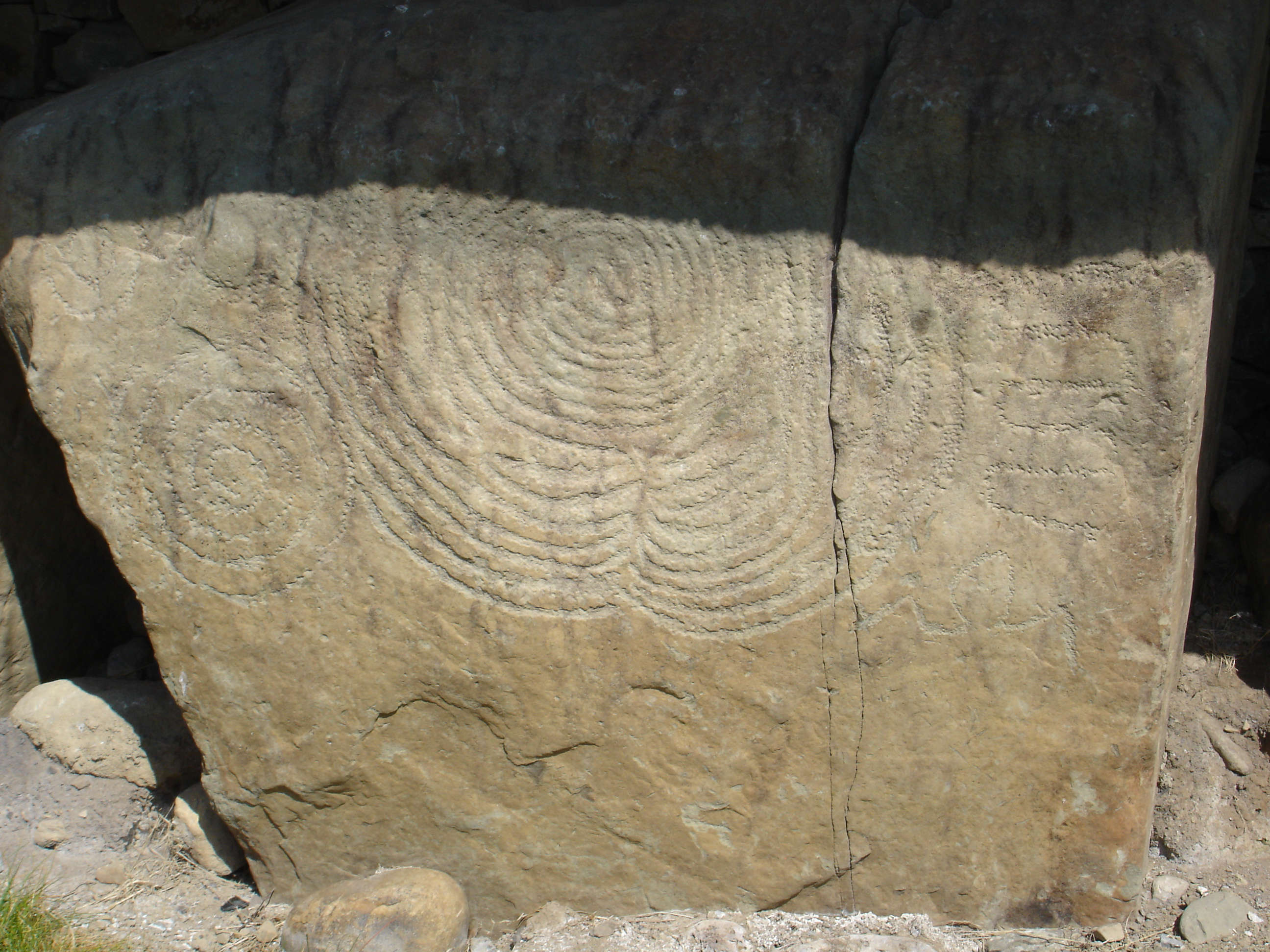
Arte megalitica

Knowth contiene più di un terzo del numero totale di esempi di arte megalitica di tutta l'Europa occidentale;  durante gli scavi sono state trovate oltre 200 pietre decorate. Gran parte delle opere d'arte si trovano sui cordoli, in particolare in prossimità degli ingressi ai passaggi.
Molti dei motivi sono tipici: spirali, losanghe e serpentiformi. Tuttavia, l'arte megalitica di Knowth contiene un'ampia varietà di immagini, come forme a mezzaluna e la più antica illustrazione conosciuta della luna nella storia. Gran parte di quest'opera d'arte è stata scolpita sul retro delle pietre; un tipo di arte megalitica conosciuta come arte nascosta. Ciò suggerisce ogni sorta di teorie sulla funzione dell'arte megalitica all'interno della comunità neolitica che costruì i monumenti nella valle del Boyne. È possibile che intendessero nascondere l'arte. È anche possibile che avessero semplicemente riciclato le pietre e riutilizzato l'altro lato.

## Storia
Sul sito ci sono alcune prove dell'attività del tardo Neolitico e dell'età del bronzo. La maggior parte di queste deriva dall'esistenza di un cerchio di ceramica scanalato situato vicino all'ingresso del passaggio orientale. L'evidenza archeologica suggerisce che questa fosse usata come area rituale o sacra dopo che il grande tumulo di Knowth era già caduto in disuso. La prova per il rituale consiste in un gran numero di offerte votive trovate dentro e intorno alle aree immediate delle travi che formavano il cerchio.

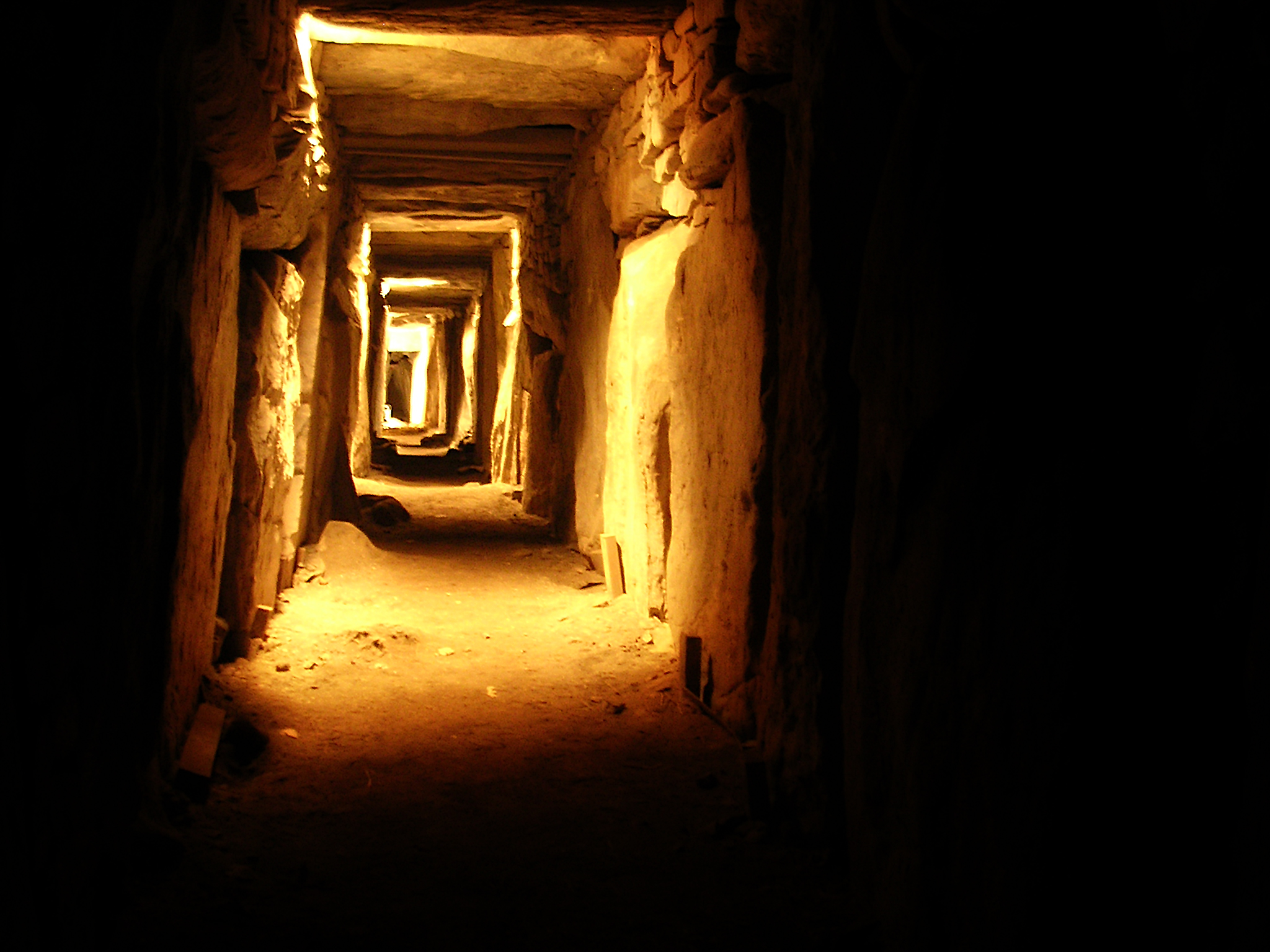
Passaggio orientale

La collina di Knowth cadde in rovina e il tumulo scivolò, causando la copertura degli ingressi a entrambi i passaggi. Il sito rimase praticamente inutilizzato per un periodo di duemila anni. Venne poi brevemente utilizzato come luogo di sepoltura; circa 35 tombe cista sono state trovate sul sito durante gli scavi.
Nella tarda età del ferro e nel periodo paleocristiano divenne una fortezza collinare con l'aggiunta di fossati e sotterranei e divenne per la prima volta un sito abitativo. Furono scavati due fossati, uno alla base del tumulo dietro i cordoli, e l'altro in alto. Sembra che in questa fase siano stati scoperti gli ingressi ad entrambi i passaggi. Le prove includono graffiti paleocristiani sulle pietre nella camera orientale e quattro nomi scolpiti nell'alfabeto ogamico. Sembra sia stato in questa fase che la pietra catino della camera occidentale sia stata spostata nel tentativo di rimuoverla e poi abbandonata nel passaggio perché incastrata. Knowth divenne un importante sito politico e la capitale del Regno di Brega settentrionale.
Dopo un breve interludio militare in seguito all'invasione normanna dell'Irlanda, quando i Normanni usarono Knowth come campo nel XII secolo, il sito entrò in possesso dei monaci cistercensi dell'Abbazia di Mellifont. Sembra che il tumulo sia stato poi nuovamente utilizzato come granaio o fattoria. I muri di pietra furono costruiti sopra il tumulo e gli edifici in pietra all'interno delle mura. Dopo lo scioglimento dei monasteri, il sito fu utilizzato principalmente per l'agricoltura fino a quando la maggior parte fu rilevata dallo stato nel 1939.

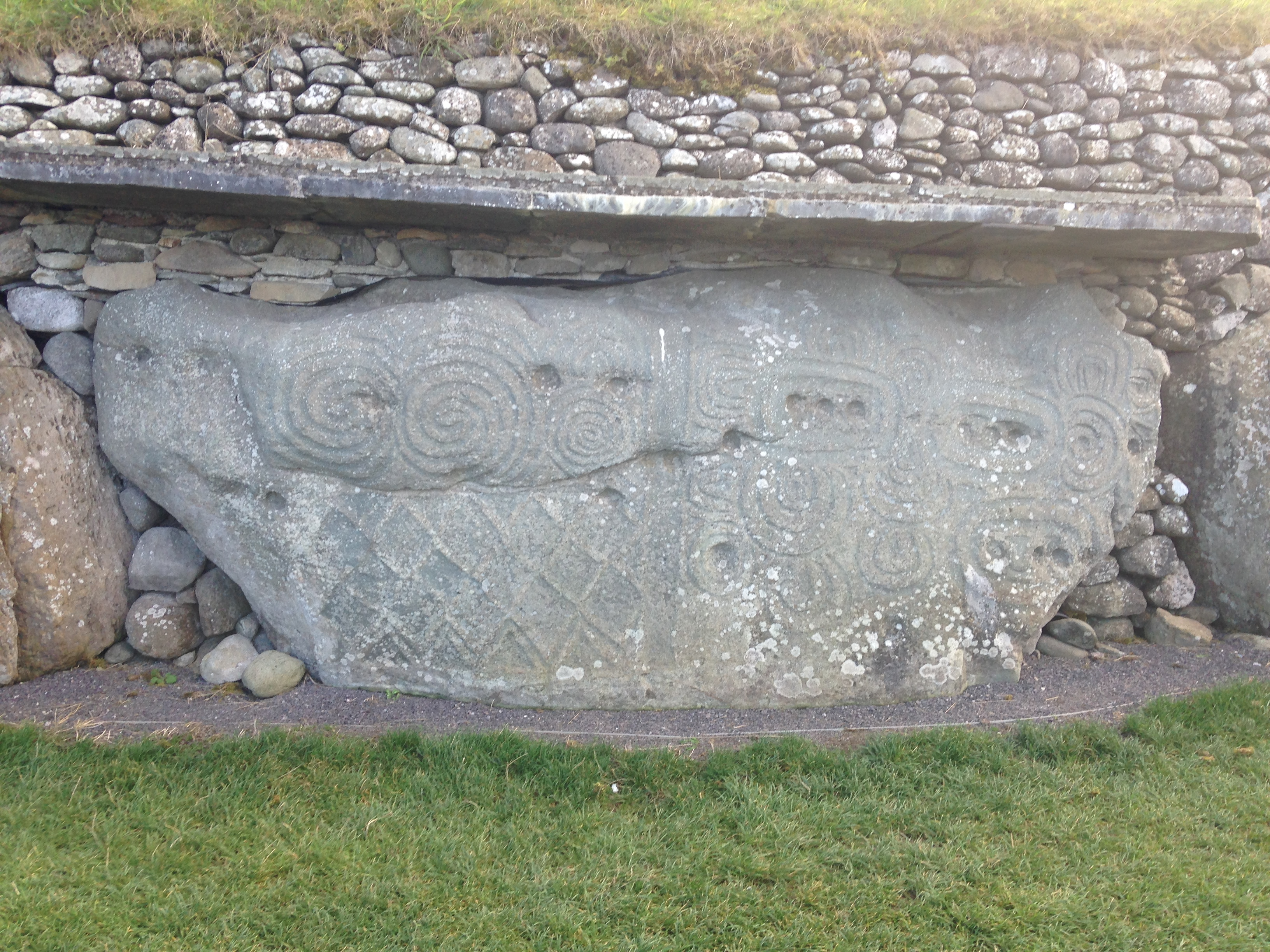
Paracarro con spirali e losanghe

Un riferimento storico alla grotta si trova nelle Triadi d'Irlanda, datate dal XIV al XIX secolo, dove "Úam Chnogba , Úam Slángæ e Dearc Fearna" sono elencati sotto il titolo "i tre luoghi più oscuri d'Irlanda". L'ultima, che significa la "Grotta degli Ontani", è generalmente ritenuta l'attuale Dunmore Cave, mentre le prime due si traducono come le grotte di Knowth e di Slaney. Non è noto a quale sistema esatto di grotte/tombe a passaggio vicino al fiume Slaney ci si riferisca, con la più probabile, quella di Baltinglass. Altre fonti traducono le località elencate come Rath Croghan, la grotta o cripta di Slane e la "Grotta delle Felci".
L'orientamento est-ovest dei passaggi a Knowth suggerisce l'allineamento astronomico con gli equinozi ma non si verifica più oggi. Ciò è dovuto a una serie di fattori. Innanzitutto, i passaggi furono scoperti da coloni successivi e furono, in una certa misura, distrutti o incorporati nei sotterranei. In questo modo venivano distorti o distrutti gli accessi originari, rendendo difficile stabilire se sia mai esistito un allineamento. Inoltre, i recenti scavi (dal 1962 in poi) sotto George Eogan hanno portato all'erezione di un muro di lastre di cemento all'interno dell'ingresso ovest dei tumuli, limitando ogni indagine sui possibili allineamenti. Sembra probabile che i passaggi fossero destinati ad allinearsi. Inoltre, gli allineamenti dei monumenti antichi possono cambiare a causa dei cicli di Milanković.
Un breve scavo del sito è stato effettuato nel 1941 da Macallister. Tuttavia, importanti scavi su vasta scala iniziarono nel sito nel 1962 e furono intrapresi da George Eogan dell'University College di Dublino. Quando iniziarono i suoi scavi, si sapeva molto poco della piena estensione del sito. Gli ingressi ai passaggi, occidentale e orientale, sono stati scoperti rispettivamente nel 1967 e nel 1968 e, lentamente, sono stati scoperti gli strati di attività nel sito di Knowth. Lo scavo ha prodotto numerosi libri e relazioni sui ritrovamenti e lo scavo archeologico di Knowth East pose fine a ogni possibilità di ricerca sugli allineamenti quando George Eogan eresse il muro di cemento attraverso l'ingresso del passaggio est. La ricerca più ampia sugli allineamenti e l'astronomia a Knowth è stata condotta dal ricercatore americano-irlandese Martin Brennan.

## Accesso
L'accesso è solo con visita guidata. I tour iniziano al Centro visitatori Brú na Bóinne a Donore. I visitatori possono guardare lungo il passaggio orientale e visitare la vicina sala interpretativa moderna.